# 茨城大学教育学部附属幼稚園
茨城大学教育学部附属幼稚園（いばらきだいがくきょういくがくぶ ふぞくようちえん、英称：Ibaraki University Kindergarten）は、茨城県水戸市三の丸に所在する茨城大学教育学部に附属する幼稚園。水戸駅から徒歩10分。2年保育及び3年保育がある。
茨城大学教育学部附属幼稚園は、1967年に茨城大学教育学部の教員養成及び教育の実地研究の場として発足した。水戸市周辺では、附属幼稚園（ふぞくようちえん）と呼ばれることが多い。
茨城大学教育学部附属小学校ならびに茨城大学教育学部附属中学校に内部進学が可能。

## 園風
茨城大学教育学部附属幼稚園は、
を理想像として掲げている。一般的な幼稚園と比べて、大勢で何かひとつのことをする時間よりも、それぞれが自由に遊ぶ時間が多いことが特徴である。

## 行事
ジャガイモ掘り、サツマイモ掘り、赤カブを育てるなど、自然とかかわる行事が多い。

## 入試
2年保育、3年保育、それぞれ定員は30名程度。実技試験と抽選によって合否が決められる。